# Corey Yuen
Corey Yuen Kwai (Hongkong, 1951. február 15. – 2022) hongkongi színész, rendező, harcművészeti és akciókoreográfus, producer. Csaknem harminc filmet rendezett és hetvennél is több filmben volt felelős az akciókoreográfiáért.

## Pályafutása
Yuen Jackie Chan, Sammo Hung és Yuen Biao mellett tanult a pekingi operaiskolában és tagja volt az iskola legjobb diákjaiból álló, Hét Kis Szerencse nevű előadócsoportnak, majd akárcsak Chan és társai, kaszkadőrként és színészként kereste a kenyerét.
Rendezőként a Ninja in the Dragon's Den című filmmel debütált 1985-ben. Miután Jet Livel közösen megalapították az Eastern Productions nevű produkciós céget, Yuen számos filmet készített Linek, köztük a Li egyik legjobb filmjének tartott Fong Sai-yuk című alkotást, melyért elnyerte a Hong Kong Film Awards legjobb koreográfiáért járó díját.
1998-ban Yuen Hollywoodban is megvetette a lábát, a Halálos fegyver 4. harcjeleneteit koreografálta, majd Jet Li hollywoodi filmjeinek akciókoreográfusa lett (A sárkány csókja, Az egyetlen, Öld meg Rómeót!). 2002-ben A szállító című Jason Statham-filmet rendezte.

## További információ
- Corey Yuen a PORT.hu-n (magyarul)
- Corey Yuen az Internetes Szinkronadatbázisban (magyarul)
- Corey Yuen az Internet Movie Database-ben (angolul)